# Regiunea Omsk
Regiunea Omsk este un teritoriu din Rusia cu statut de subiect federal, localizat în sud-vestul Siberiei. Capitala regiunii este orașul Omsk.

## Geografie
Suprafața regiunii este de 139,700 km². Regiunea se învecinează cu Kazahstan la sud, cu regiunea Tiumen la vest și nord și cu regiunile Novosibirsk și Tomsk la est.
Climatul este continental. În ianuarie temperaturile medii sînt între -420C și -300C, dar verile sunt fierbinți. Temperaturile medii din iulie sunt între +250C și +280C, dar uneori temperatura atinge și +400C.